# Нортфилд (тауншип, Миннесота)
Нортфилд (англ. Northfield) — тауншип в округе Райс, Миннесота, США. На 2000 год его население составило 780 человек.

## География
По данным Бюро переписи населения США площадь тауншипа составляет 100,8 км², из которых 100,8 км² занимает суша, водоёмов нет.

## Демография
По данным переписи населения 2000 года здесь находились 780 человек, 257 домохозяйств и 219 семей. Плотность населения — 7,7 чел./км². На территории тауншипа расположено 264 постройки со средней плотностью 2,6 построек на один квадратный километр. Расовый состав населения: 98,59 % белых, 0,26 % коренных американцев, 0,51 % азиатов, 0,38 % — других рас США и 0,26 % приходится на две или более других рас. Испанцы или латиноамериканцы любой расы составляли 0,90 % от популяции тауншипа.
Из 257 домохозяйств в 43,2 % воспитывались дети до 18 лет, в 78,6 % проживали супружеские пары, в 2,3 % проживали незамужние женщины и в 14,4 % домохозяйств проживали несемейные люди. 9,3 % домохозяйств состояли из одного человека, при том 4,7 % из — одиноких пожилых людей старше 65 лет. Средний размер домохозяйства — 3,04, а семьи — 3,25 человека.
30,3 % населения — младше 18 лет, 7,4 % — в возрасте от 18 до 24 лет, 26,7 % — от 25 до 44, 26,0 % — от 45 до 64, и 9,6 % — старше 65 лет. Средний возраст — 38 лет. На каждые 100 женщин приходилось 97,0 мужчин. На каждые 100 женщин старше 18 приходилось 97,8 мужчин.
Средний годовой доход домохозяйства составлял 62 500 долларов, а средний годовой доход семьи — 66 042 доллара. Средний доход мужчин — 43 375 долларов, в то время как у женщин — 30 536. Доход на душу населения составил 23 650 долларов. За чертой бедности находились 0,9 % семей и 2,5 % всего населения тауншипа, из которых 1,6 % младше 18 и 12,1 % старше 65 лет.